# Jarawa

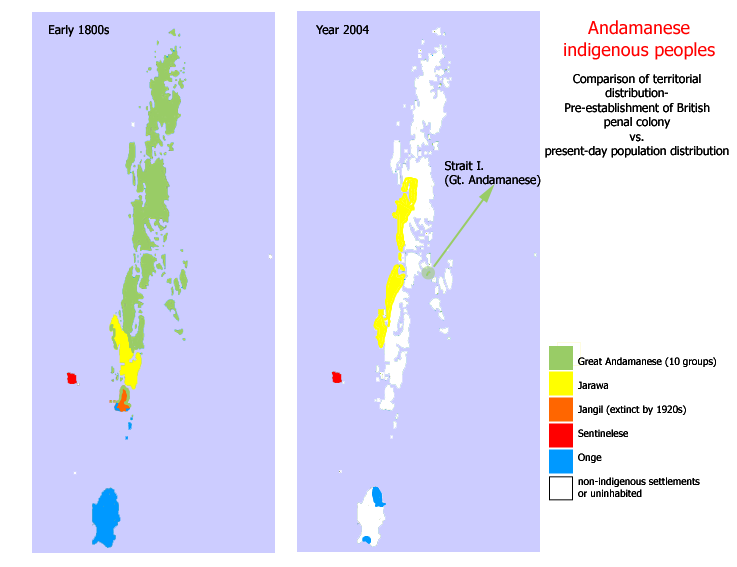
Ludy andamańskie na pocz. XIX w. i w 2004 r. (lud Jarawa zaznaczony kolorem żółtym)

Jarawa (lub Dźarawa) – lud azjatycki posługujący się językiem jarawa z grupy języków andamańskich. Mieszkają w zamkniętym rezerwacie na południu archipelagu Andamanów.
Jest to lud, któremu grozi wyginięcie. W 1997 roku żyło zaledwie 200 osób posługujących się językiem jarawa.
Ludność Jarawa żywi się przede wszystkim upolowanymi dzikami i rybami, a także miodem i owocami.

## Historia
Przodkami dzisiejszych Jarawijczyków są prawdopodobnie potomkowie pierwszej grupy ludności, która kilkadziesiąt tysięcy lat temu imigrowała na archipelag z Afryki. Lud żył w dżungli w izolacji od cywilizacji aż do lat 90. XX wieku.

## Problemy ludu Jarawa
Pod koniec lat 90. XX wieku Jarawijczycy zaczęli nawiązywać coraz częstsze kontakty z ludźmi spoza swojej społeczności. Szybko stali się atrakcją turystyczną. Dla plemienia kontakt z turystami okazał się łatwą okazją do zdobycia pożywienia, ale kontakt z cywilizacją przyniósł ludowi wiele negatywnych skutków. Wielu Jarawijczyków uzależniło się od tytoniu bądź alkoholu. Zaczęli także zapadać na choroby, na które wcześniej nie chorowali, tj. na odrę, świnkę czy malarię.
Problem wyginięcia ludu Jarawa został nagłośniony w mediach po incydencie, który dotarł do opinii publicznej na początku 2012 roku. Wówczas brytyjski dziennik The Guardian, w swojej internetowej wersji opublikował nagranie, na którym widać jak półnagie tubylcze kobiety tańczą i klaszczą w dłonie na polecenie indyjskiego policjanta. Film wywołał oburzenie organizacji pozarządowych, które uznały, że sytuacja plemienia jest dramatyczna.